# Opasno dlja zjizni!
Opasno dlja zjizni! (russisk: Опасно для жизни!) er en sovjetisk spillefilm fra 1985 af Leonid Gajdaj.

## Medvirkende
- Leonid Kuravljov som Spartak Ivanovitj Molodtsov
- Georgij Vitsin som Aleksandr Tjokolov
- Larisa Udovitjenko som Katerina Ivanovna
- Vladimir Nosik som Maksim Dmitriev
- Tatjana Kravtjenko som Tamara